# Haute époque
 (août 2009).
Si vous disposez d'ouvrages ou d'articles de référence ou si vous connaissez des sites web de qualité traitant du thème abordé ici, merci de compléter l'article en donnant les références utiles à sa vérifiabilité et en les liant à la section « Notes et références ».
L'expression Haute époque est employée par les antiquaires pour désigner des meubles et objets d'art datant ou faisant référence au Moyen Âge, de la Renaissance et du XVIIe siècle. N'ayant aucune pertinence historique (car recouvrant plus de dix siècles), elle n'a pas davantage de signification esthétique précise car elle peut désigner des objets aussi bien gothiques que romans, byzantins, baroques, arabes, etc. Elle englobe donc tout ce qui, authentique ou moins authentique, a trait au Moyen Âge, selon l'imaginaire de celui-ci propre notamment au XIXe siècle, période où le terme "Haute époque" fut inventé.

## Caractéristiques générales
L'ameublement était principalement constitué de coffres, allant de la simple caisse quelquefois ornée d'un motif sculpté jusqu'au coffre pointe-de-diamant. Ce pouvaient être des coffres de mariage, ils possédaient alors une case à l'intérieur pour les petites pièces précieuses du trousseau. Ces coffres pouvaient être spécialisés, huches, pétrins, et ont été fabriqués à l'identique durant les siècles suivants.
Même si les tréteaux et planches étaient particulièrement usités (en particulier durant le haut Moyen Âge), on trouve néanmoins de grandes tables de montre, notamment en Toscane ainsi que des tables d'apparat d'époque Louis XIV, deux typologies de meubles très recherchés lors des ventes aux enchères..
Dans la France de la seconde moitié du XVIe siècle on note la présence de deux grands ébénistes : Hugues Sambin (Bourgogne), sculpteur et architecte, auteur présumé de grandes armoires et tables sur lesquelles se déploie une riche ornementation de termes en gaines. Des exemples sont visibles au Musée du Louvre et à Dijon. André du Cerceau qui développe des meubles plus sobres par leur décor mais riches de colonnes (voir table du Musée des Arts Décoratifs de Paris).
C'est sans doute à travers la sculpture que la Haute Époque déploie toute sa maestria. 
En France on peut penser à Claus Sluter, auteur de la célèbre Chartreuse de Champmol, du Tombeau de Philippe le Hardi (Musée de Dijon) et d'une tête de Christ visible au Musée Archéologique de Dijon.
De nombreux autres sculpteurs au grand talent œuvrent en France tels que le Maître de Chaource dans la région de Troyes.

## Marché
Peut-être plus que pour les autres périodes de l'histoire de l'art, on peut affirmer que la Haute Époque est bicéphale lors de ventes aux enchères. En effet le bas et milieu de qualité est dispersé à bas prix par rapport à ce qui se pratiquait à la fin du XXe siècle. À l'opposé, la grande qualité « explose » que ce soit pour les ivoires et les émaux (ainsi le grand succès de la collection Dormeuil par Sotheby's le 19 novembre 2007) ou les tapisseries de belle nature (la vente Tajan de décembre 2007).
La Haute Époque est davantage prisée dans les pays germaniques ou en Belgique.